# Chlorylfluoride
Chlorylfluoride een anorganische verbinding van chloor, fluor en zuurstof, met als brutoformule FClO2. Het is het zuurfluoride van waterstofchloraat. De structuur van de molecule wordt voorspeld door de VSEPR-theorie en is trigonaal piramidaal.

## Synthese
Chlorylfluoride werd voor het eerst bereid in 1942 door Schmitz & Schumacheb door fluorering van chloordioxide. Tegenwoordig wordt de verbinding gesynthetiseerd uit reactie van natriumchloraat en chloortrifluoride:
{\displaystyle \mathrm {6\ NaClO_{3}+4\ ClF_{3}\longrightarrow \ 6\ ClO_{2}F\ +\ 2\ Cl_{2}\ +\ 3\ O_{2}\ +\ 6\ NaF} }